# Ferrocarril en Costa Rica

Derechos de vía de la red ferroviaria de Costa Rica
Tren Interurbano
Ferrocarril al Pacífico
Ferrocarril al Atlántico
Ramales bananeros
Ferrocarril del Sur (Quepos)
Ferrocarril del Sur (Golfito)

El transporte ferroviario en Costa Rica está a cargo de la institución autónoma y empresa pública estatal, el Instituto Costarricense de Ferrocarriles (INCOFER). En Costa Rica se utiliza un ancho de vía de 1067 mm (3' 6") en todo el país.
Desde 1910 y hasta 1991 existió un ferrocarril transcontinental haciendo uso de Ferrocarril al Atlántico y el Ferrocarril al Pacífico, atravesando la capital de San José.
En la actualidad se encuentra en funcionamiento el Tren Interurbano en la Gran Área Metropolitana que abarca las provincias de Alajuela, Heredia, Cartago y San José, para este servicio se cuenta en 2022 con 8 formaciones de 2 vagones cada uno de trenes DMU de la empresa CRRC los cuales fueron adquiridos a finales de 2021, a este se le suman 8 unidades tipo Apolo serie 2400 de Feve y 20 vagones convencionales de pasajeros. 
También funcionan en Costa Rica trenes de carga los cuales transportan contenedores del puerto de Moin hasta el Patio Lesville y también se transporta hierro a la fábrica ArcelorMittal.

## Historia
La historia del ferrocarril en Costa Rica está profundamente ligada a su desarrollo socioeconómico, en particular con el modelo agroexportador y específicamente con la producción de café y banano. En 1857 instalan las primeras vías férreas en el litoral Pacífico costarricense. 

### Ferrocarril al Atlántico
En 1871, se suscribió un contrato entre Tomás Guardia Gutiérrez y Henry Meiggs, Para finales de 1872, la deuda externa del país se había inflado a 3.4 millones de libras esterlinas, sin haberse concluido la vía férrea.
Luego se trasladó a manos del sobrino de Meiggs; Minor Cooper Keith, para iniciar la construcción de un ferrocarril hacia el Mar Caribe, llamado "Ferrocarril Nacional".  Keith construyó 43 kilómetros entre Alajuela y Cartago, antes de que el contrato fuera roto por parte del gobierno debido al poco avance de la obra; así como otras obras menores del lado de la vertiente Caribe.
En 1879, el gobierno de Guardia firmó un nuevo contrato con Keith para reactivar el Ferrocarril Nacional, quien se había asentado en Limón para iniciar el cultivo del banano, para lo cual recibió una concesión de tierras a lo largo de la cual construyó un ferrocarril, llamado "Ferrocarril de Costa Rica" para el transporte de banano. Este cultivo fue el impulso definitivo que necesitaba el ferrocarril, cuyos principales trabajos se dieron durante el gobierno de Próspero Fernández Oreamuno. En 1890, durante el gobierno de José Joaquín Rodríguez Zeledón, se terminó de construir el ferrocarril con la conexión definitiva entre San José y Limón.

#### Accidentes
En 1926 ocurre en esta línea el accidente ferroviario del río Virilla, en el tramo entre Heredia y San José, considerado el peor accidente ferroviario del país con un saldo de 385 muertes.

### Ferrocarril al Pacífico

Estación de ferrocarril en la ciudad de Puntarenas, Costa Rica, a inicios del.

En 1857, el presidente Juan Rafael Mora Porras firmó el primer contrato ferrocarrilero de Costa Rica, concesionado al empresario inglés Richard Farrer. Este, sin embargo, únicamente construyó una línea férrea entre Puntarenas y el poblado de Barranca, en el cual funcionó un burrocarril, el cual no funcionó más de un año. En 1869, el presidente Jesús Jiménez Zamora, mediante su ministro de Fomento Eusebio Figueroa, firmó un contrato con el inglés Edward Reilly, pero la obra nunca se llevó a cabo por falta de financiamiento.
En 1895, el presidente Rafael Iglesias Castro subscribió el primer contrato para construir una vía férrea hacia el Pacífico. Se firmó un contrato con el empresario William Lynn, y la obra se construyó ininterrumpidamente hasta 1903, cuando Lynn anunció que se había quedado sin financiamiento para finalizar la obra. Entonces, el gobierno de Ascensión Esquivel Ibarra decidió terminar la obra usando dineros y mano de obra nacional. En 1910, bajo el gobierno de Ricardo Jiménez Oreamuno, se colocó el último riel del ferrocarril al Pacífico, quedando de este modo el Valle Central comunicado con las dos costas.

### Ferrocarril del Sur
En las zonas costeras del Pacífico Central y Pacífico Sur existieron dos líneas ferroviarios para servicios agroindustriales de transporte de banano. Con las crisis bananera de la década de 1980, las empresas productoras se retiran de la zona y abandonan el equipo ferroviario, algunas de las locomotoras fueron restauradas cosméticamente para su exhibición en la zona.

#### Ferrocarril de Quepos
De 39.5 kilómetros, entre Coto Junction (Unión), Empalme y Puerto González.

#### Ferrocarril de Golfito
De 89 kilómetros, contaba con un trayecto que incluía las comunidades de Palmar Sur, Piedras Blancas, Coto 47, Laurel y Golfito, con conexión internacional a Puerto Armuelles en Panamá.

### Cierre técnico del Incofer
En 1995 durante la administración de José María Figueres Olsen el Incofer es cerrado mediante Decreto SCD-106-95 del 28 de junio, y sus empleados son cesados.  Su reapertura se da en la administración de Miguel Ángel Rodríguez Echeverría, de nuevo vía Decreto N° 035 del 9 de setiembre de 1998. Iniciando en ese entonces con transporte de carga muy limitado en la provincia de Limón.

### Tren Interurbano
En el 2005 y haciendo uso de la infraestructura ferroviaria existente en la Gran Área Metropolitana de las líneas al Atlántico y Pacífico, el Incofer inicia el servicio del Tren Interurbano.

## Conexiones internacionales
Existió una conexión hacia Panamá sobre el río Sixaola, pero este puente colapsó en el 2017.  En el 2018 China donó un plan de factibilidad a Panamá para crear una línea de alta velocidad entre ambos países en la vertiente Atlántica pero el plan fue rechazado en el 2019.
El Ferrocarril de Golfito contaba con acceso a Panamá, con terminal en Puerto Armuelles. No han existido conexiones por ferrocarril a Nicaragua. Al 2022 no existen conexiones internacionales. 

## Canal seco interoceánico
Existieron planes y estudios sobre la construcción de un nuevo ferrocarril transcontinental, el Canal seco interoceánico que atravesaría todo el país, desde el mar Caribe hasta el océano Pacífico, pasando por los llanos al norte del país, en una ruta similar y paralela a la carretera Ruta 4. Su uso principal sería el de transporte de mercancías en contenedores, los planes contemplaban construir diez carriles viales a lo largo de las vías del ferrocarril, con dos nuevos puertos marítimos, uno en cada litoral.
En abril de 2020, el Consejo Nacional de Concesiones rechazó y archivó los planos del canal seco.